# Raymond Leppard
Raymond John Leppard (Londres, 11 de agosto de 1927 - Indianápolis, 22 de outubro de  2019) foi um maestro, compositor e cravista britânico.
Cresceu na cidade de Bath, onde foi educado na City of Bath Boys' School. Estudou cravo e viola no Trinity College, em Cambridge, onde também foi ativo como regente de coro e diretor musical da Cambridge Philharmonic Society. Nos anos 1960 desempenhou um papel fundamental no renascimento do interesse pela música barroca, e foi um dos primeiros grandes maestros a executar óperas barrocas. Em 1952 fez sua estréia como maestro em Londres e depois fundou sua própria orquestra, o Leppard Ensemble. Também se associou à Goldsbrough Orchestra, que se tornou a English Chamber Orchestra em 1960. Além disso, deu recitais como cravista e tornou-se professor do Trinity College. Aposentou-se de seu cargo como Diretor de Música no Trinity College em 1968, sendo sucedido por Richard Marlow.
Seu interesse pela música antiga levou-o a preparar várias edições de obras do período. Embora alguns musicólogos considerem suas edições controversas, suas performances foram importantes para a introdução de obras operísticas antigas entre o público em geral. Sua produção de L'Incoronazione di Poppea, de Monteverdi, foi apresentada no Festival de Glyndebourne em 1962. Nos anos seguintes apresentou outras óperas de Monteverdi, bem como de Francesco Cavalli.
Em 1963 ele escreveu a trilha sonora de Lord of the Flies, de Peter Brook, uma adaptação cinematográfica do romance de William Golding, de mesmo nome. Em novembro de 1969 fez sua estréia nos Estados Unidos conduzindo o Westminster Choir e a New York Philharmonic, ocasião em que apareceu também como solista de cravo interpretando o Concerto em ré maior de Joseph Haydn. Em 1973 tornou-se regente titular da BBC Northern Symphony Orchestra, em Manchester, uma posição que manteve até 1980. No Festival de Glyndebourne regeu a estréia mundial de Rising of the Moon de Nicholas Maw. De 1987 a 2001 Leppard foi o diretor musical da Orquestra Sinfônica de Indianápolis, onde colaborou com Hidetaro Suzuki por 14 temporadas. Para o período 2004-2006 ele serviu como conselheiro musical da Orquestra de Louisville. Leppard também atua como artista-residente da Universidade de Indianápolis.
Raymond Leppard foi nomeado Comandante da Ordem do Império Britânico (CBE). Em 1973, a República da Itália lhe conferiu o título de Commendatore della Republica Italiana pelos seus serviços pela música italiana.